# 5-та парашутна бригада (Велика Британія)
5-та парашутна бригада а́рмії Великої Британії (англ. 5th Parachute Brigade (United Kingdom) — військове з'єднання, бригада повітрянодесантних військ Великої Британії часів Другої світової війни. Сформована 1 липня 1943 року й відразу увійшла до 6-ї дивізії, разом з 3-ю парашутною та 6-ю планерно-десантними бригадами.
У ніч на 6 червня 1944 року бригада вперше здійснила бойове десантування під час операції «Тонга», частина десантної операції союзників у Нормандії. Основною метою висадки британської десантної бригади було захоплення мостів через Канський канал та річку Орн. До вересня 1944 року британські парашутисти утримували позиції на лівому фланзі зони вторгнення. Надалі бригада продовжила наступ вглиб оборони вермахту до річки Сена. Згодом її відвели на відновлення боєздатності на Британські острови.
Наступною кампанією для 5-ї парашутної бригади стали бойові дії в ході відбиття несподіваного наступу німецького вермахту в Арденнах. У березні 1945 року з'єднання здійснило бойове десантування в ході операції «Версіті» за Рейн, сприяючи форсуванню ударного угруповання союзних військ. Після цього бригада просувалася з боями по Німеччині, і до кінця боїв на Європейському театрі досягла Балтійського моря.
Після цього бригада була направлена до Індії як передова ударна група від 6-ї дивізії, але війна закінчилася, перш ніж вона вступила в бій. Замість цього бригада брала участь у роззброєнні японських сил у Малаї та Сінгапурі, щоб відновити англійський суверенітет. Його остання операція мала місце на Яві, де вона залишалася, поки нідерландські сили не прибули до своєї колонії. Після цього бригада приєдналася до 6-ї повітряно-десантної дивізії, яка служила в Палестині, але була розпущена практично відразу після прибуття на Близький Схід.